# 里奥杜斯博伊斯
里奥杜斯博伊斯是巴西托坎廷斯州的一个市镇。总面积845.062平方公里，总人口2214人，人口密度2.6人/平方公里。